# Catskill Mountain House

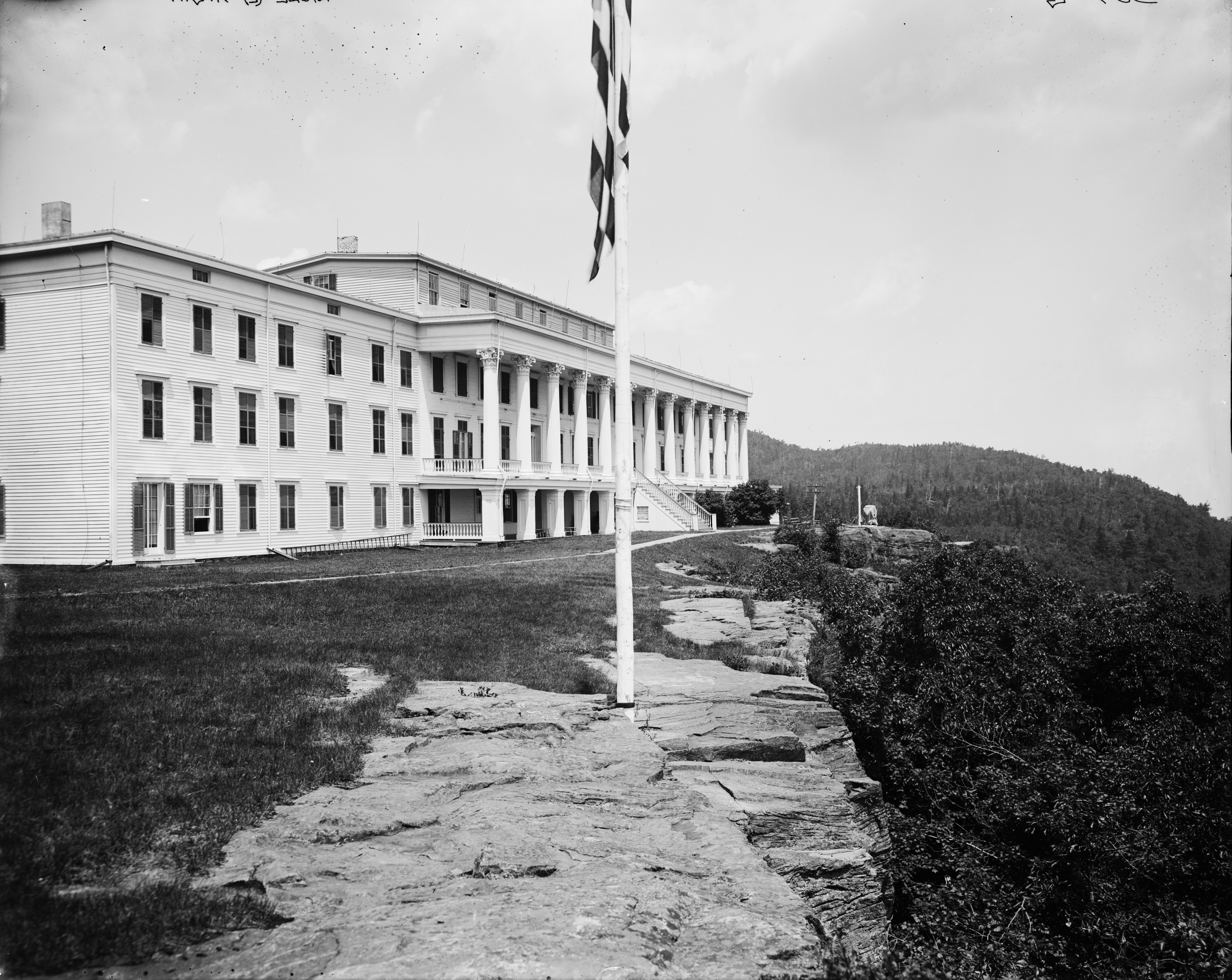
Catskill Mountain House um 1900–1910

Catskill Mountain House mit Blick auf die Seen sowie das Kaaterskill Hotel

Das Catskill Mountain House war ein berühmtes Hotel auf dem Ostabfall der Catskill Mountains. Es bestand von 1824 bis 1941. 1963 wurde das Hotel restlos abgerissen.

## Geschichte
Anfang des 19. Jahrhunderts wurden die Catskill Mountains für den beginnenden Tourismus entdeckt. Durch Dampfschiffe war das Gebirge von der boomenden Stadt New York aus schnell erreichbar. Aus diesem Grund errichtete im Herbst/Winter 1823 eine Gruppe von Händlern aus Catskill (New York) (Catskill Mountain Association) ein Hotel mit 60 Zimmern, das im folgenden Jahr eröffnete. Dazu wurden entsprechende Wege und Straßen angelegt, um das Hotel mit der Pferdekutsche erreichen zu können. Damit begann auch die touristische Erschließung des Gebietes. Ab 1839 pachtete Charles L. Beach (1808–1902) das Hotel. Auf Grund von wirtschaftlichen Schwierigkeiten der Eigentümergemeinschaft stand das Hotel 1845 zum Verkauf und Beach erwarb es für 5000 US-Dollar. Er ließ das Hotel umbauen. Aus dem bisherigen im Federal Style errichteten Gebäude wurde eines im Neoklassizismus. Nach dem Umbau galt es als eines der besten Hotels der Welt. Von 1850 bis 1900 erlebte dann das Hotel seine Hoch-Zeit und beherbergte hochrangige und prominente Persönlichkeiten. So waren unter anderem die US-Präsidenten Grant, Arthur und Roosevelt sowie Washington Irving, William Cullen Bryant, Jenny Lind und Oscar Wilde zu Gast. Die Verfasser von Reiseberichten Henry James, Bayard Taylor und Harriet Martineau würdigten das Hotel in ihren Schriften.
Mit der Errichtung des Kaaterskill Hotels 1881 auf dem benachbarten South Mountain erwuchs dem Hotel eine starke Konkurrenz.
Die Anreise zum Hotel gestaltete sich schwierig und war nur über eine vierstündige Fahrt mit der Pferdekutsche ab dem Hafen in Catskill möglich. Deshalb beteiligte Charles Beach sich am Bau der Catskill Mountain Railway und er ließ 1892 durch die Otis Elevator Company eine Standseilbahn von der Bahnstrecke der Catskill Mountain Railway zum Catskill Mountain House errichten. Mit dem Aufkommen des Autos Anfang des 20. Jahrhunderts wurden die Pferdekutschenverbindung und die Standseilbahn unwirtschaftlich und eingestellt. Auch die prominenten Hotelgäste orientierten sich im Laufe der Zeit um und entdeckten die Adirondacks (Lake Placid) als neues Reiseziel, die verbliebene Catskills-Touristen aus der Mittelschicht übernachteten in wesentlich günstigeren Hotels. Dies führte zum langsamen Niedergang für das Hotel. Durch den Eintritt der Vereinigten Staaten in den Zweiten Weltkrieg war an einen Hotelbetrieb nicht mehr zu denken und deshalb war das Catskill Mountain House in der Saison 1941 letztmals geöffnet. 1952/1953 versuchte der Eigentümer Milo Claude Moseman das Hotel renovieren zu lassen. Das Bauunternehmen arbeitete schlecht, so dass das Vorhaben scheiterte. 1962 kaufte der Staat New York das Hotel und den umgebenden Grundbesitz für 61.000 Dollar. Auf Grund der Naturschutzvorgaben für die Catskill Mountains (Catskill State Forest Preserve) ist das Gebiet als Wildnis zu bewahren und eventuell vorhandene Gebäude sind abzureißen. So wurde das Hotel am 25. Januar 1963 niedergebrannt und beseitigt.
Heute befindet sich am Standort des Hotels eine Grünfläche.

## Bauwerk
Ursprünglich war das Hotel im Federal Style gestaltet; das dreistöckige, 58 Meter breite Gebäude verfügte über einen mit Säulen versehenen Eingangsbereich, er war nach Osten zum Hudson Valley ausgerichtet. Die imposante Säulenreihe des Eingangsbereiches wurde entfernt, als es um 1850 im neoklassizistischen Stil umgebaut wurde. Die 30 besten Zimmer verfügten über Fenster mit Blick zum Tal des Hudson. Später wurde an der Südseite ein weiterer Flügel mit Hotelzimmern angebaut, zuletzt verfügte das Hotel über rund 300 Betten. Im Nordwesten befanden sich Anbauten für die Wirtschaftseinrichtungen.

## Lage
Das Catskill Mountain House lag direkt am rund 450 Meter hohen Ostabfall der Catskill Mountains in einer Höhe von rund 670 Meter. Der Platz wird auch als „Pine Orchard“ bezeichnet. Vom hier aus besteht der Ausblick auf das Tal des Hudson River. Westlich liegt der South Lake und nördlich der North Lake. Die Erschließung erfolgte durch eine Straße von Haines Falls, parallel führte auch die Bahnstrecke der Ulster and Delaware Railroad zum Mountain House. Von Osten wurde das Hotel durch eine Standseilbahn erschlossen.

## Kulturelle Rezeption

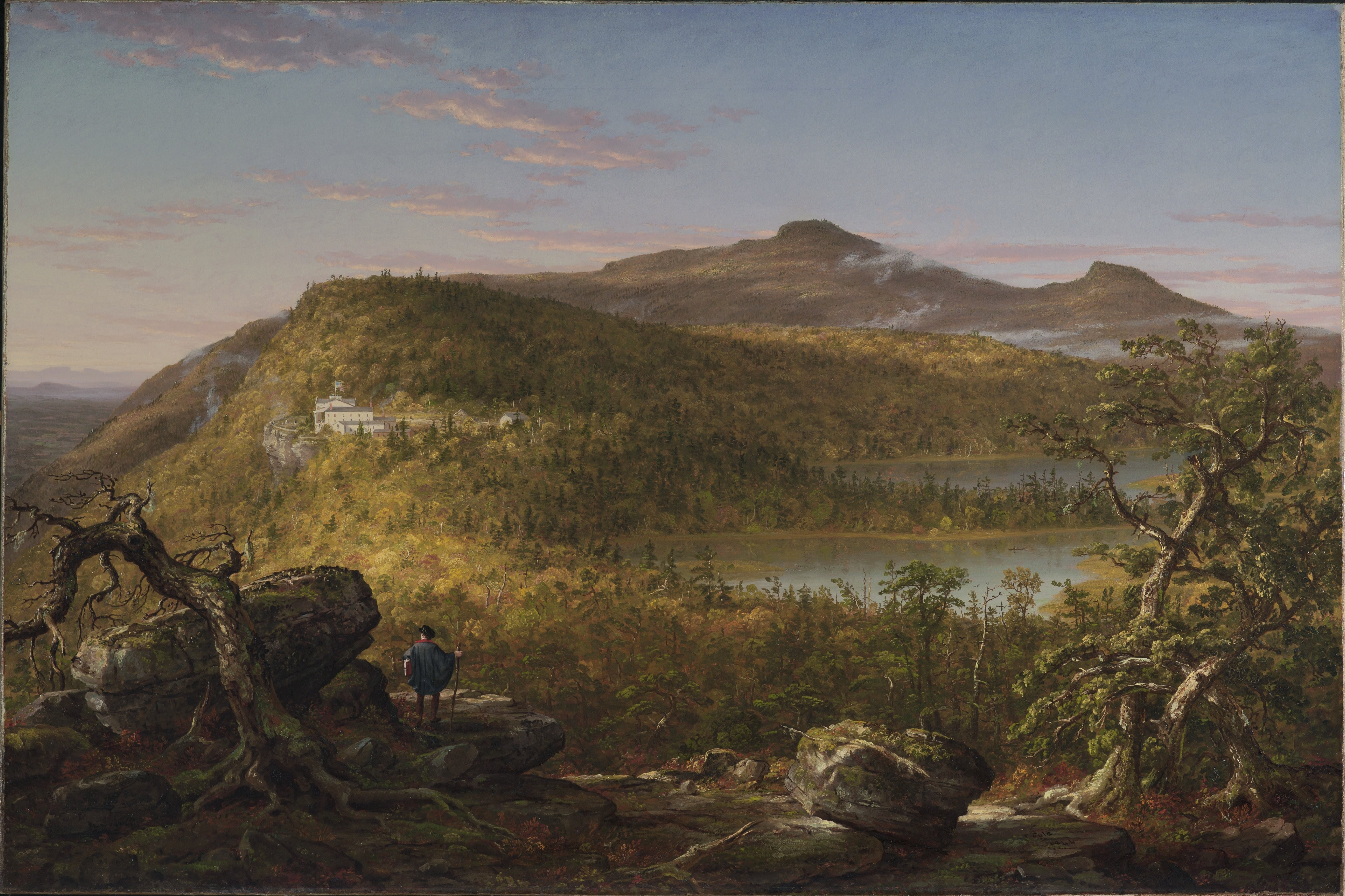
Thomas Cole: A View of the Two Lakes and Mountain House, Catskill Mountains, Morning

Das Catskill Mountain House war ein häufiges Motiv der Maler der Hudson River School, unter anderem Thomas Cole und Frederick Church, die vom benachbarten Artist Rock aus das Gebäude und die Umgebung malten.